# Казанци (Гацко)
Казанци су насељено мјесто у општини Гацко, Република Српска, БиХ. Према попису становништва из 2013. у насељу је живјело 124 становника.
Овде се налази Џамија Осман-паше Казанца.

## Историја
Овде се налазе задужбине Осман-паше у Казанцима и црква Светог Арханђела Михаила у Казанцима.

## Становништво
Према попису становништва из 1991. године, мјесто је имало 203 становника.
| Демографија | Демографија | Демографија |
| Година      | Становника  | Становника  |
| ----------- | ----------- | ----------- |
| 1961.       | 287         |             |
| 1971.       | 249         |             |
| 1981.       | 230         |             |
| 1991.       | 203         |             |
| 2013.       | 124         |             |